# Beursplein (Brugge)
Het huidige Beursplein te Brugge situeert zich langs de Hauwerstraat, dicht bij 't Zand. Aanvankelijk heette dit terrein "Keersenboomgaard". In 1829 werd beslist om een slachthuis te bouwen in de omgeving van de Vrijdagmarkt, waar op verschillende weekdagen veemarkt werd gehouden.
Om dit slachthuis te kunnen bouwen werd een ganse huizenblok tussen de Zwijnstraat, Sint-Maartensbilk en Maagdenstraat afgebroken. Het ontwerp was van stadsarchitect Jean-Brunon Rudd (1792-1870). Na de Tweede Wereldoorlog werd om hygiënische redenen beslist het slachthuis af te breken, wat uiteindelijk gebeurde in 1957. Op de vrijgekomen plaats kwam de Beurshalle, geschikt voor het organiseren van beurzen en andere activiteiten met een oppervlakte van 4.000 m² en een parkeerterrein, met de naam Beursplein.
Het Beursplein is niets anders dan een centrale plek die als parkeerplaats dienstdoet. De huizen die er rond staat zijn opgenomen in respectievelijk de Hauwersstraat, de Maagdenstraat, Sint-Maartensbilk en de Zwijnstraat.
De stad heeft in april 2007 besloten om op termijn een nieuwe hal te bouwen. In tegenstelling tot wat eerst werd beslist komt dit multifunctioneel gebouw toch op het hetzelfde plein. In 2017 werd de Beurshalle afgebroken en werd de vrijgekomen ruimte tijdelijk gebruik als marktplaats tijdens de heraanleg van 't Zand. De werken startten eind 2019.